# Gare d'Enghien
Ne doit pas être confondu avec Station vicinale d'Enghien ou Gare d'Enghien-les-Bains.
La gare d'Enghien est une gare ferroviaire belge de la ligne 94, de Hal à Froyennes (frontière), située à proximité du centre de la ville d'Enghien dans la province de Hainaut en Région wallonne.
Elle est mise en service en 1866 par la Compagnie du chemin de fer direct de Bruxelles à Lille et Calais. C'est une gare de la Société nationale des chemins de fer belges (SNCB) desservie par des trains InterCity (IC), Suburbains (S) et d'Heure de pointe (P).

## Situation ferroviaire
Établie à 60 m d'altitude, la gare d'Enghien est située au point kilométrique (PK) 17,077 de la ligne 94, de Hal à Froyennes (frontière), entre les gares ouvertes de Hal et de Silly. Gare de bifurcation elle est l'aboutissement de la ligne 123, de Grammont à Enghien, anciennement cette ligne allait jusqu'à Braine-le-Comte.

## Histoire

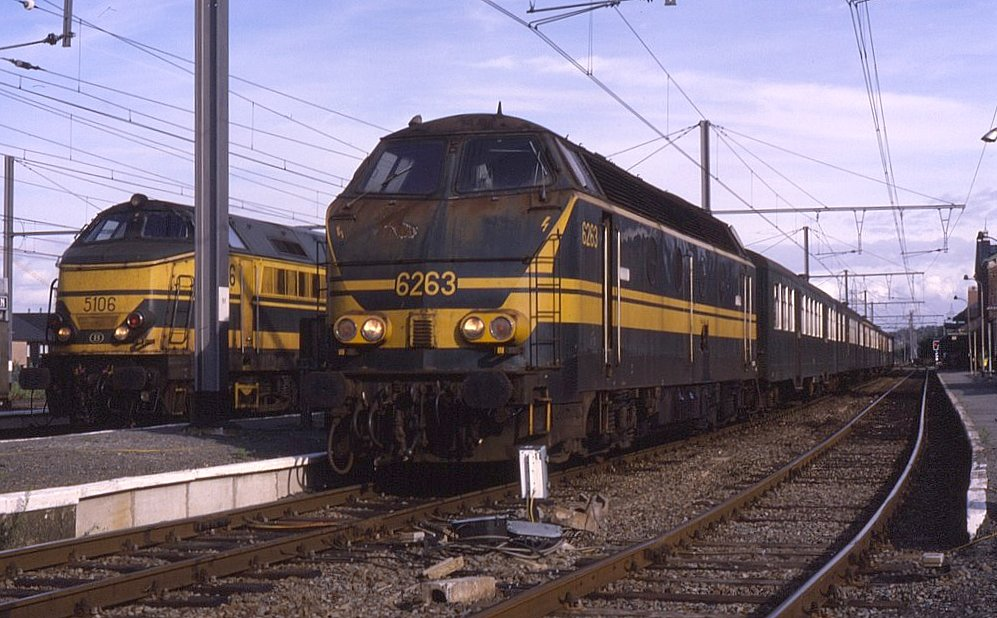
Deux trains diesels à quai en 1987.

La station d'Enghien est mise en service le 16 janvier 1866 par l'administration des chemins de fer de l'État belge, lorsqu'elle ouvre à l'exploitation la section de Hal à Ath construite sous concession par la Compagnie du chemin de fer direct de Bruxelles à Lille et Calais mais directement exploitée par l’État belge. Dès 1867, elle devient une gare de bifurcation lorsque la Compagnie du chemin de fer de Braine-le-Comte à Gand met en service la ligne de Gand à Braine-le-Comte via Grammont (actuelles lignes 122 et 123).
Le bâtiment de la gare, construit dans un style néoclassique à briques apparentes consiste en un volume à deux niveaux de sept travées sous un toit en zinc à bâtière débordante. De chaque côté, un large pignon sans percement coiffe les trois travées centrales et le nom de la gare y est inscrit dans un losange de pierre à volutes (qui existe toujours). Toutes les portes et fenêtres sont entourées de pierre bleue et ont un linteau droit. Les corniches reposent sur des modillons ouvragés.
Une copie conforme de cette gare sera érigée à une date inconnue à Marchienne-au-Pont ; la gare de Dison, construite en 1879 par les Chemins de fer des Plateaux de Herve, a également un aspect proche.
Contrairement à la plupart des lignes principales de la SNCB, électrifiées dans les années 1950 et 1960, la ligne 94 de Hal à Tournai et à la frontière française était encore exploitée en traction diesel au début des années 1980, tout comme la ligne 123, de Grammont à Braine-le-Comte.
- entre 1984 et 1985, la SNCB ferme la plupart des petites gares entre Hal et Tournai et réalise l'électrification de la ligne ; un nouveau tracé remplace le tracé d'origine, plus tortueux, entre Ath et Enghien ;
- en 1988, la ligne 123 est électrifiée à son tour entre Grammont et Enghien ;
- la section d'Enghien à Braine-le-Comte, uniquement parcourue par quelques trains de voyageurs, est fermée et démontée en 1988.

## Service des voyageurs

### Accueil
Gare SNCB, elle dispose d’un bâtiment voyageurs, avec guichet, ouvert tous les jours. Des aménagements, équipements et services sont à la disposition des personnes à la mobilité réduite.
Un passage souterrain permet la traversée des voies et le passage d'un quai à l’autre.

### Desserte
Enghien est desservie par des trains InterCity (IC), Suburbains (S) et d'Heure de pointe (P) de la SNCB, qui effectuent des missions sur les lignes 94 Bruxelles - Hal - Mouscron et 123 : Enghien - Grammont (voir brochures SNCB des lignes 94 et 123).

#### Semaine
La desserte comprend quatre trains cadencés à l’heure :
- des trains IC-06 entre Tournai et Bruxelles-Aéroport-Zaventem ;
- des trains IC-26 entre Courtrai, Tournai, Bruxelles et Saint-Nicolas ;
- des trains S5 entre Malines et Enghien (via le tunnel Schuman-Josaphat et la ligne 26) quelques-uns sont prolongés de et vers Grammont en heure de pointe ;
- des trains S6 entre Denderleeuw et Schaerbeek (via Grammont et Hal).

Il existe aussi quelques trains supplémentaires en heure de pointe :
- deux paires de trains IC-18 entre Tournai et Liège-Saint-Lambert (vers Liège le matin, retour l’après-midi) ;
- deux paires de trains P entre Mouscron et Schaerbeek ;
- une paire de trains S6 supplémentaires entre Grammont et Bruxelles-Nord, qui continuent ensuite vers Ottignies en tant que trains S8 (le matin, retour l’après-midi) ;
- une paire de trains S6 supplémentaire entre Grammont et Schaerbeek (le matin, retour l’après-midi) ;
- un unique train S6 supplémentaire entre Enghien et Grammont (l’après-midi).

#### Week-endsetjours fériés
La desserte comprend deux trains cadencés à l’heure : des trains IC-06 entre Tournai et Bruxelles-National-Aéroport et des S6 entre Denderleeuw et Schaerbeek via Grammont et Hal.
Un unique train P relie Mouscron à Louvain-la-Neuve le dimanche soir (en période scolaire).

### Intermodalité
Un parc pour les vélos et un parking pour les véhicules y sont aménagés. Elle est desservie par des bus.

## Comptage voyageurs
Ce graphique et tableau montre le nombre de voyageurs embarquant en moyenne durant la semaine, le samedi et le dimanche.
| Nombre de passagers qui embarquent à la gare d'Enghien | Nombre de passagers qui embarquent à la gare d'Enghien | Nombre de passagers qui embarquent à la gare d'Enghien | Nombre de passagers qui embarquent à la gare d'Enghien |
|                                                        | Semaine                                                | Samedi                                                 | Dimanche                                               |
| ------------------------------------------------------ | ------------------------------------------------------ | ------------------------------------------------------ | ------------------------------------------------------ |
| 1977                                                   | 3 247                                                  | 784                                                    | 708                                                    |
| 1978                                                   | 4 091                                                  | 916                                                    | 575                                                    |
| 1979                                                   | 3 808                                                  | 898                                                    | 668                                                    |
| 1980                                                   | 4 098                                                  | 835                                                    | 647                                                    |
| 1981                                                   | 4 764                                                  | 944                                                    | 627                                                    |
| 1982                                                   | 4 503                                                  | 568                                                    | 533                                                    |
| 1983                                                   | 5 478                                                  | 601                                                    | 514                                                    |
| 1984                                                   | 5 009                                                  | 724                                                    | 663                                                    |
| 1985                                                   | 3 565                                                  | 575                                                    | 596                                                    |
| 1986                                                   | 5 252                                                  | 695                                                    | 498                                                    |
| 1987                                                   | 3 926                                                  | 489                                                    | 445                                                    |
| 1988                                                   | 4 299                                                  | 737                                                    | 702                                                    |
| 1989                                                   | 3 945                                                  | 614                                                    | 480                                                    |
| 1990                                                   | 4 969                                                  | 581                                                    | 541                                                    |
| 1991                                                   | 5 197                                                  | 670                                                    | 589                                                    |
| 1992                                                   | 4 700                                                  | 606                                                    | 487                                                    |
| 1993                                                   | 4 582                                                  | 599                                                    | 501                                                    |
| 1994                                                   | 4 783                                                  | 729                                                    | 613                                                    |
| 1995                                                   | 4 188                                                  | 718                                                    | 578                                                    |
| 1996                                                   | 4 069                                                  | 612                                                    | 456                                                    |
| 1997                                                   | 3 797                                                  | 696                                                    | 484                                                    |
| 1998                                                   | 3 860                                                  | 630                                                    | 435                                                    |
| 1999                                                   | 4 064                                                  | 688                                                    | 497                                                    |
| 2000                                                   | 4 082                                                  | 750                                                    | 794                                                    |
| 2001                                                   | 4 069                                                  | 752                                                    | 676                                                    |
| 2002                                                   | 3 601                                                  | 650                                                    | 530                                                    |
| 2003                                                   | 3 056                                                  | 738                                                    | 652                                                    |
| 2004                                                   | 3 456                                                  | 660                                                    | 626                                                    |
| 2005                                                   | 3 315                                                  | 782                                                    | 806                                                    |
| 2006                                                   | 3 728                                                  | 746                                                    | 631                                                    |
| 2007                                                   | 3 383                                                  | 702                                                    | 696                                                    |
| 2008                                                   | -                                                      | -                                                      | -                                                      |
| 2009                                                   | 2 748                                                  | 609                                                    | 489                                                    |
| 2010                                                   | -                                                      | -                                                      | -                                                      |
| 2011                                                   | -                                                      | -                                                      | -                                                      |
| 2012                                                   | 2 985                                                  | 740                                                    | 700                                                    |
| 2013                                                   | 2 949                                                  | 746                                                    | 550                                                    |
| 2014                                                   | 2 887                                                  | 877                                                    | 938                                                    |
| 2015                                                   | 3 255                                                  | 595                                                    | 502                                                    |
| 2016                                                   | 3 263                                                  | 753                                                    | 675                                                    |
| 2017                                                   | 3 235                                                  | 857                                                    | 754                                                    |
| 2018                                                   | 3 936                                                  | 1 244                                                  | 1 102                                                  |
| 2019                                                   | 3 913                                                  | 929                                                    | 789                                                    |
| 2020                                                   | 2 523                                                  | 761                                                    | 636                                                    |
| 2021                                                   | -                                                      | -                                                      | -                                                      |
| 2022                                                   | 3 655                                                  | 1 177                                                  | 1 059                                                  |
| 2023                                                   | 3 561                                                  | 1 233                                                  | 1 112                                                  |
| 2024                                                   | 3 975                                                  | 1 318                                                  | 1 102                                                  |